# Gymnosophistis
Gymnosophistis is een geslacht van vlinders uit de familie van de wespvlinders (Sesiidae), onderfamilie Sesiinae.
Gymnosophistis is voor het eerst wetenschappelijk beschreven door Edward Meyrick in 1934. De typesoort is Gymnosophistis thyrsodoxa.

## Soort
Gymnosophistis omvat de volgende soort:
- Gymnosophistis thyrsodoxa Meyrick, 1934